# Muñón de cigüeñal

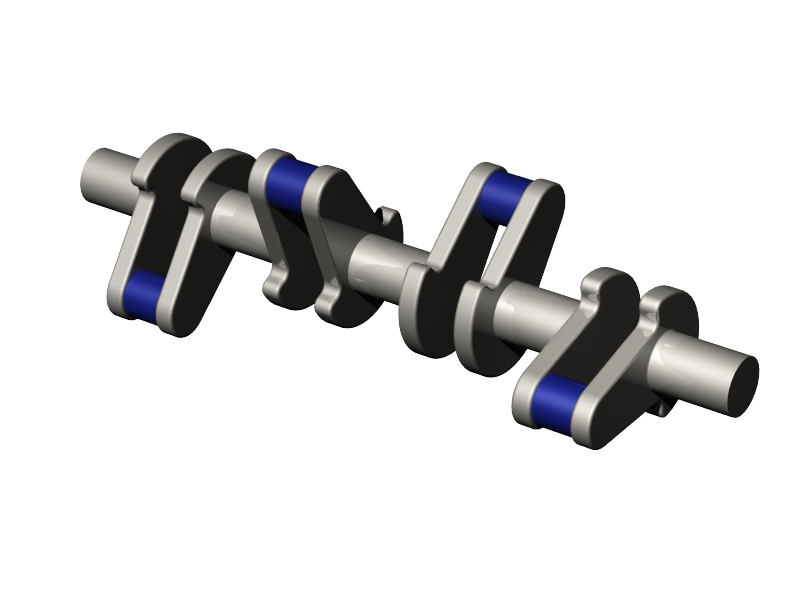
Muñones resaltados en azul en un cigüeñal

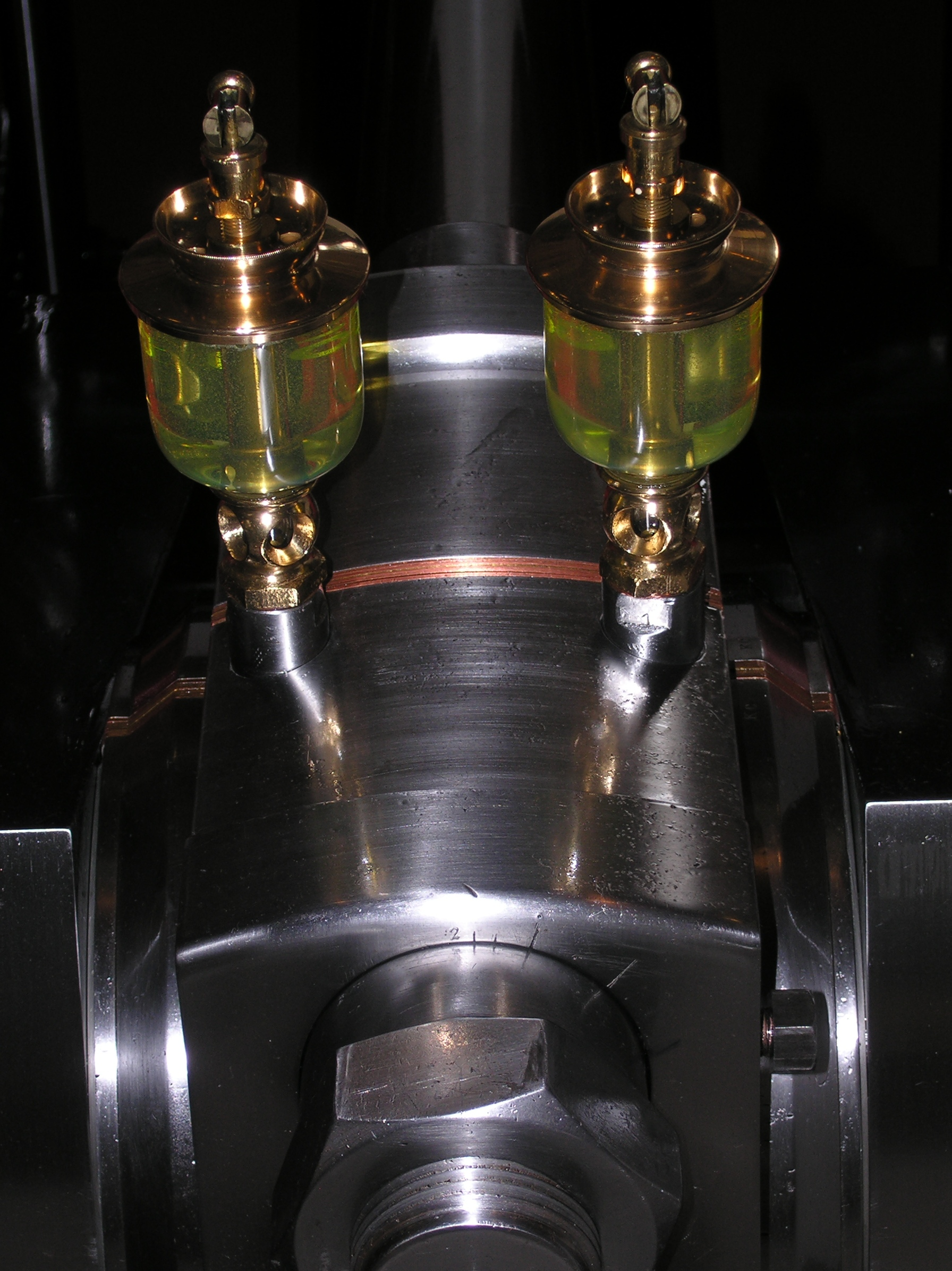
Un muñón de un motor de vapor con el sistema de lubricación visible

En un motor reciprocante, los muñones o muñequillas son los ejes de las bielas de los pistones en el cigüeñal.
En un motor de varios cilindros cada muñón puede servir de eje a uno o más pistones, por ejemplo:
- En un motor con los pistones en línea cada muñón sirve a un solo cilindro.
- En un motor en V usualmente cada muñón sirve a dos cilindros.
- En un motor radial cada muñón sirve a cada bancada de cilindros.